# Phare de Linao Point
Le phare de Linao Point  est un phare situé à l'embouchure du fleuve Cagayan près de Ballesteros, dans la province de Cagayan aux Philippines. 
Ce phare géré par le Maritime Safety Services Command (MSSC) , service de la Garde côtière des Philippines (Philippine Coast Guard ).

## Description
Le phare originel fut érigé sur la rive ouest de l'entrée du fleuve Cagayan. C'était une tour métallique préfabriquée à Paris parSautter Lemonier et Cie de 10 mètres de haut, avec galerie et lanterne, sur le devant d'une grande habitation.
Il ne reste désormais que les ruines du grand bâtiment. Désormais c'est une tourelle en poutrelles métalliques qui le remplace. Il émet, à 10 m de hauteur, un éclat blanc toutes les 5 secondes. Il marque l'entrée du fleuve.
Identifiant : ARLHS : PHI-085 ; PCG-.... - Amirauté : F2728 - NGA : 14008 .
|                        |
| L'ancien phare en 1903 |

|                                       |
| Localisation de Ballesteros (Cagayan) |

### Lien connexe
- Liste des phares aux Philippines